# وویچیخ شچنسنی
وویچیخ شچنسنی (لهستانی: Wojciech Tomasz Szczęsny؛ ‏ pronounced [ˈvɔjtɕɛx ˈʂtʂɛ̃snɨ] ()؛ ‏ زادهٔ ۱۸ آوریل ۱۹۹۰) که رسانه‌های ایرانی به اشتباه نام خانوادگی‌اش را شزنی می‌گویند، بازیکن فوتبال اهل لهستان است که برای باشگاه فوتبال بارسلونا در پست دروازه‌بان بازی می‌کند.
وی عنوان بهترین دروازه‌بان سری آ را در فصل ۲۰–۲۰۱۹ کسب کرده است.

## افتخارات

### باشگاهی
آرسنال
- جام حذفی فوتبال انگلستان(۲): ۱۴–۲۰۱۳، ۱۵–۲۰۱۴
- سوپر جام فوتبال انگلستان(۱): ۲۰۱۴

یوونتوس
- سری آ(۳): ۱۸–۲۰۱۷، ۱۹–۲۰۱۸، ۲۰–۲۰۱۹
- جام حذفی فوتبال ایتالیا(۳): ۱۸–۲۰۱۷، ۲۱–۲۰۲۰، ۲۴–۲۰۲۳
- سوپر جام فوتبال ایتالیا(۲): ۲۰۱۸، ۲۰۲۰

بارسلونا
- لالیگا(۱): ۲۵–۲۰۲۴
- جام حذفی فوتبال اسپانیا(۱): ۲۵–۲۰۲۴
- سوپرجام فوتبال اسپانیا(۱): ۲۰۲۵

### افتخارات شخصی
- بازیکن سال فوتبال لهستان: ۲۰۱۱
- دستکش طلایی لیگ برتر انگلیس: ۱۴–۲۰۱۳
- دروازه‌بان سال سری آ: ۲۰–۲۰۱۹
- تیم منتخب فصل سری آ: ۲۳–۲۰۲۲